# Ściana komórkowa bakterii
Ściana komórkowa bakterii – zewnętrzna warstwa otaczająca protoplast bakterii, jest elastyczna i wytrzymała, pełni funkcję ochronną, nadaje kształt i zapobiega wpływowi zmian ciśnienia osmotycznego na komórkę bakterii. Jej podstawowym składnikiem jest peptydoglikan (mureina) zbudowany z łańcuchów polisacharydowych (N-acetyloglukozamina połączona wiązaniem wiązaniem β-1,4-glikozydowym z kwasem N-acetylomuraminowym) usieciowionych przez krótkie peptydy. Fakt występowania w ścianie komórkowej bakterii tych charakterystycznych substancji umożliwia tworzenie leków oraz środków bakteriobójczych nieoddziaływujących na komórki zwierzęce oraz roślinne.
Ściana komórkowa ma różną strukturę u bakterii Gram-dodatnich i Gram-ujemnych:
- Gram-dodatnie – wielowarstwowa sieć mureiny (grubsza), ale o prostszej budowie (niewiele peptydów), występują w niej kwasy tejchojowe (TA);
- Gram-ujemne – jednowarstwowa sieć mureiny (cieńsza) o bardziej złożonej budowie (wiele peptydów, lipidów i lipoprotein), na jej powierzchni występuje lipopolisacharyd (LPS), który tworzy zewnętrzną błonę odporną na działanie lizozymu.